# إخشيد

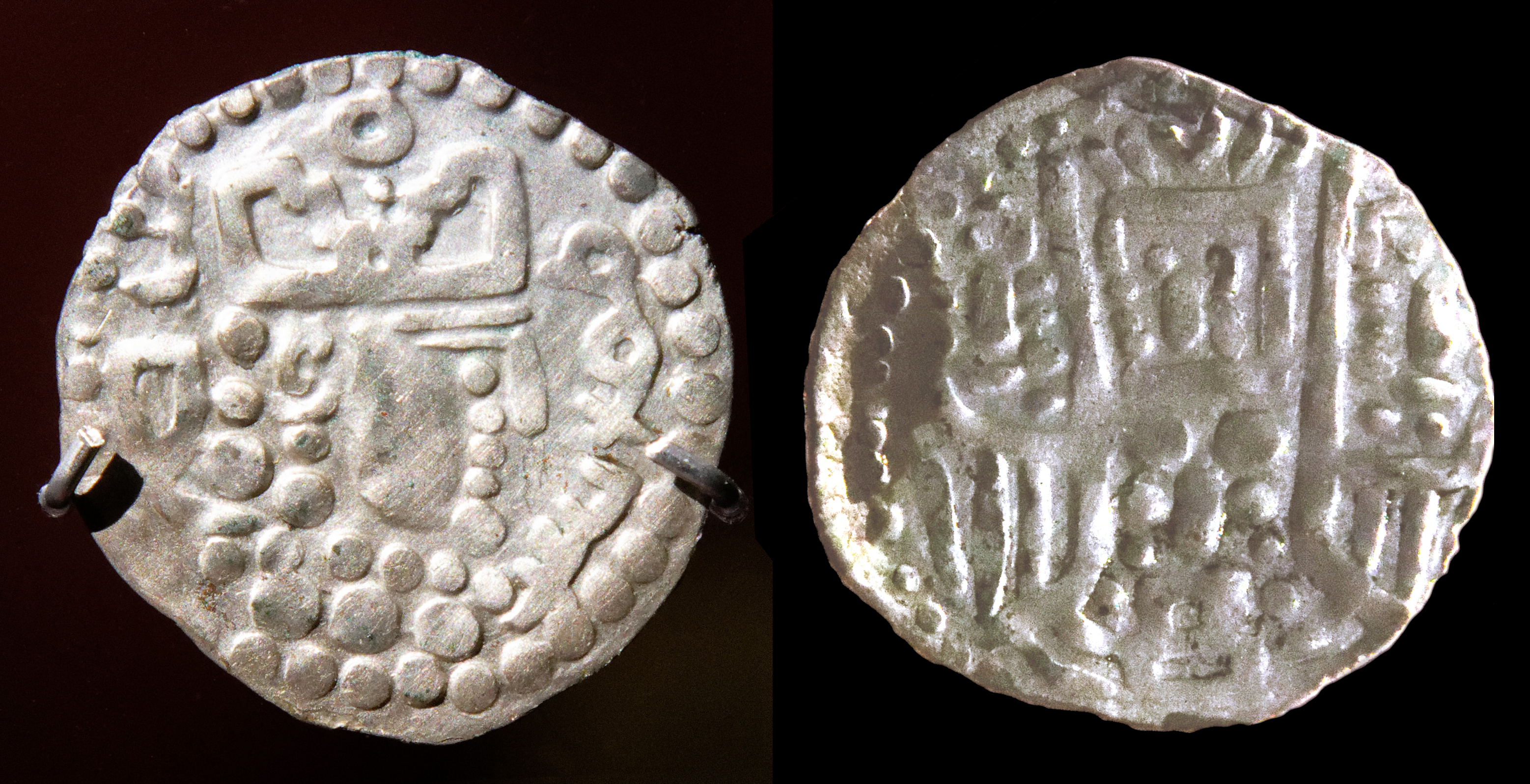
عملة اخشيدية

الإخشيد هو لقب لملوك فرغانة، انتقل إلى مصر حين كان أبو بكر محمد بن طغج واليًا للعباسيين عليها، فتسمى بالإخشيد وأسس الدولة الإخشيدية مع بداية القرن الرابع الهجري. وقد اشتملت رقعة هذه الدولة على بلاد مصر والشام والحجاز، قبل أن تسقط بقيام الدولة الفاطمية ودخول جوهر الصقلي إلى مصر سنة 358 هـ (968 م).